# Stan Van Dessel
Stan Van Dessel, né le 24 juillet 2001 à Diest en Belgique, est un footballeur belge qui joue au poste de milieu de terrain au MVV Maastricht.

## Biographie

### En club
Stan Van Dessel est formé successivement au KVC Langdorp, à l'Adelanto Football Academy sise à Tongerlo, à l'OH Louvain et au Saint-Trond VV. C'est dans ce dernier club qu'il fait ses débuts le 2 août 2019 en Jupiler Pro League quand, lors de la deuxième journée de championnat, l'entraîneur Marc Brys le titularise contre le Club Bruges KV. Il est remplacé par Wataru Endō à la 56e minute et dispute les quatre rencontres de championnat suivantes avant de glisser dans le noyau B.
Début 2020, alors que la compétition est à l'arrêt en raison de la pandémie de Covid-19, Proximus et Play Sports collaborent pour proposer des confrontations virtuelles sur FIFA 20 entre douze des seize clubs de la Jupiler Pro League. Stan Van Dessel est désigné pour ouvrir les hostilités face à Michel Vlap, le milieu offensif du RSC Anderlecht.
Lors de la saison 2020-2021, après avoir été absent des terrains pendant plus de quatre mois en raison d'une blessure au genou, il reçoit sa première place de titulaire lors de la 29e journée de championnat contre le Sporting de Charleroi, après que l'entraîneur Peter Maes l'ait déjà fait monter au jeu quelques minutes face à la KAS Eupen lors de la journée précédente. En avril 2021, Van Dessel signe une prolongation de contrat jusqu'en 2024 et dispute les quatre dernières rencontres de championnat.
Il commence la saison suivante dans le onze de base à trois reprises sur cinq avant qu'une rupture de ligament croisé ne mette un terme à sa saison et à sa progression. Stan Van Dessel réintègre l'équipe à l'aube de la saison 2022-2023 et signe sa première passe décisive au sein de l'élite, sur son premier ballon touché, un corner parfaitement donné, quelques secondes à peine après être monté au jeu face à La Gantoise, le 30 juillet 2022.
Le 5 septembre 2023, Van Dessel quitte Saint-Trond et signe un contrat d'une saison avec une option pour une année supplémentaire au Lierse Kempenzonen,.

## Statistiques

### En club
| Saison                | Club                  | Championnat           | Championnat | Championnat | Championnat | Coupe(s) nationale(s) | Coupe(s) nationale(s) | Coupe(s) nationale(s) | Total | Total | Total |
| Saison                | Club                  | Division              | M.          | B.          | P.d.        | M.                    | B.                    | P.d.                  | M.    | B.    | P.d.  |
| 2019-2020             | Saint-Trond VV        | Division 1A           | 5           | 0           | 0           | -                     | -                     | -                     | 5     | 0     | 0     |
| 2020-2021             | Saint-Trond VV        | Division 1A           | 6           | 0           | 0           | 0                     | 0                     | 0                     | 6     | 0     | 0     |
| 2021-2022             | Saint-Trond VV        | Division 1A           | 5           | 0           | 0           | -                     | -                     | -                     | 5     | 0     | 0     |
| 2022-2023             | Saint-Trond VV        | Division 1A           | 20          | 0           | 2           | 1                     | 0                     | 0                     | 21    | 0     | 2     |
| 2023-2024             | Saint-Trond VV        | Division 1A           | 4           | 0           | 0           | -                     | -                     | -                     | 4     | 0     | 0     |
| Sous-total            | Sous-total            | Sous-total            | 40          | 0           | 2           | 1                     | 0                     | 0                     | 41    | 0     | 2     |
| 2023-2024             | Lierse Kempenzonen    | Division 1B           | 20          | 2           | 1           | 2                     | 0                     | 0                     | 22    | 2     | 1     |
| 2024-2025             | MVV Maastricht        | Eerste Divisie        | 7           | 1           | 0           | -                     | -                     | -                     | 7     | 1     | 0     |
| 2025-2026             | MVV Maastricht        | Eerste Divisie        | 2           | 0           | 0           | -                     | -                     | -                     | 2     | 0     | 0     |
| Sous-total            | Sous-total            | Sous-total            | 9           | 1           | 0           | -                     | -                     | -                     | 9     | 1     | 0     |
| Total sur la carrière | Total sur la carrière | Total sur la carrière | 68          | 3           | 3           | 3                     | 0                     | 0                     | 71    | 3     | 3     |